# Żrekie
Żrekie – wieś w Polsce położona w województwie wielkopolskim, w powiecie konińskim, w gminie Kramsk, nad rzeką Wartą. Należy do sołectwa Święte.
W latach 1975–1998 miejscowość administracyjnie należała do województwa konińskiego.